# A.R. Yngve
Alf Ragnar Yngve, född 1969 i Göteborg, är en svensk författare, illustratör, serietecknare och dataspelsdesigner. Hans romaner och noveller är utgivna på svenska och engelska.
Hans första publicerade roman var Terra Hexa (Wela Förlag/Wela Fantasy, 2004). Den har följts av ett antal publicerade romaner, barnböcker och noveller.
Han har gjort bokomslag och illustrationer åt andra författare, bl.a. KG Johansson, och den brittiska tidskriften Murky Depths, samt NRK (i samband med release av radioserien "Magiens arv").
A.R. Yngve bor 2018 i Norge med hustru och barn.